# Stephen Furness
Stephen Noel Furness, JP (* 18. Dezember 1902; † 14. April 1974) war ein britischer Politiker der National Liberal Party (NLP), der zwischen 1935 und 1945 Mitglied des Unterhauses (House of Commons) war.

## Leben
Furness, ein Sohn des Reedereieigentümers und späteren Unterhausabgeordneten Stephen Furness, 1. Baronet und dessen Ehefrau Eleanor Forster, absolvierte seine schulische Ausbildung an der traditionsreichen, elitären Charterhouse School und begann danach ein Studium am Oriel College der University of Oxford, das er mit einem Master of Arts (M.A.) abschloss. 1927 erhielt er seine anwaltliche Zulassung als Barrister bei der Anwaltskammer (Inns of Court) von Middle Temple und war zeitweise auch als Friedensrichter (Justice of the Peace) für North Riding of Yorkshire tätig.
Bei der Wahl vom 30. Mai 1929 kandidierte Furness für die Liberal Party im Wahlkreis The Hartlepools ohne Erfolg für ein Mandat im Unterhaus. Bei der Wahl vom 14. November 1935 wurde Furness für die National Liberal Party (NLP) erstmals zum Mitglied des Unterhauses (House of Commons) gewählt und vertrat dort bis zum 5. Juli 1945 den Wahlkreis Sunderland gewählt. Während seiner Parlamentszugehörigkeit war er zwischen 1936 und 1937 zunächst Parlamentarischer Privatsekretär von Innenminister John Simon und danach von 1937 bis 1938 Parlamentarischer Geschäftsführer (Whip) der Fraktion der National Liberal Party im Unterhaus. Im Anschluss fungierte er in der vierten Nationalregierung, der Kriegsregierung Chamberlain sowie der Kriegsregierung Churchill vom 20. Mai 1938 bis zum 18. Mai 1940 als einer der Junior Lord of the Treasury. Während des Zweiten Weltkrieges diente er als Major bei den London Irish Rifles.
Nach seinem Ausscheiden aus dem Unterhaus wurde Furness Direktor der Furness Shipbuilding Company, die zum Schifffahrtsunternehmen Furness, Withy & Co. seiner Familie gehörte.